# Jim Dahl
James Russell „Jim“ Dahl (*  2. Mai 1930) ist ein US-amerikanischer Jazz- und Studiomusiker (Posaune).

## Leben und Wirken
Dahl spielte zunächst in seinem Heimat-Bundesstaat Minnesota in der Familienband; sein Vater war Bassist, seine Mutter spielte Orgel, sein Bruder Trompete und seine Schwester Piano. Während seiner Ausbildung spielte er zunächst Tuba, die später sein Zweitinstrument wurde. Nach Ableistung des Militärdienstes begann er als professioneller Musiker zu arbeiten, zunächst bei Clyde McCoy. Erste Aufnahmen entstanden 1956, als er bei einer Bigband-Produktion Erroll Garners mitwirkte. In den folgenden Jahren arbeitete er vorwiegend als freischaffender Bigband- und Orchestermusiker u. a. mit Larry Sonn, Specs Powell, Sam Most, Gerry Mulligan Concert Jazz Band, Johnny Richards, Boyd Raeburn, Claude Thornhill, Nat Pierce, Ernie Wilkins, Manny Albam, Gene Krupa, Woody Herman, Elliot Lawrence, Gene Quill, Jackie Gleason, Chubby Jackson, Tony Pastor, George Dale Williams und Tito Puente. Im Bereich des Pop wirkte er auch bei Aufnahmen von Johnny Ray und Neil Sedaka mit. Im Bereich des Jazz war er zwischen 1956 und 1969 an 100 Aufnahmesessions beteiligt, zuletzt bei Marlene VerPlancks LP This Happy Feeling.